# He's Keith Murray
Albums de Keith Murray
It's a Beautiful Thing
(1999) Rap-Murr-Phobia (The Fear of Real Hip-Hop)
(2007)
Singles
1. Yeah Yeah U Know It
Sortie : 2003

He's Keith Murray est le quatrième album studio de Keith Murray, sorti le 29 avril 2003.
Il s'agit de son premier opus sur le label Def Jam duquel il sera remercié après avoir eu des altercations avec des employés. Cet album a été moyennement bien reçu par les critiques et le public. Cependant, le tube Yeah Yeah U Know It, avec la participation des membres du Def Squad (Erick Sermon et Redman) et la production de Just Blaze, a longuement tourné sur les radios hip-hop américaines. L'acteur et chanteur Jamie Foxx réalise quelques interludes tout au long de l'album.
He's Keith Murray s'est classé 11e au Top R&B/Hip-Hop Albums et 40e au Billboard 200.

## Liste des titres
| No  | Titre                                                                                | Auteur                                                                | Contient un (des) sample(s) de                               | Durée |
| --- | ------------------------------------------------------------------------------------ | --------------------------------------------------------------------- | ------------------------------------------------------------ | ----- |
| 1.  | Da Intro (Skit) (featuring Jamie Foxx – Produit par Jamie Foxx)                      | J. Foxx                                                               |                                                              | 0:15  |
| 2.  | The Carnage (featuring Joe Hooker – Produit par Ruggedness)                          | K. Murray, H. Pierre, M. Carter                                       |                                                              | 4:14  |
| 3.  | Oh My Goodness (featuring Jessica Rivera – Produit par Qur'an Goodman)               | K. Murray, Q. Goodman                                                 |                                                              | 4:26  |
| 4.  | Yeah Yeah U Know It (featuring Def Squad et Jessica Rivera – Produit par Just Blaze) | K. Murray, E. Sermon, R. Noble, J. Smith                              | The Show de Doug E. Fresh, Slick Rick and The Get Fresh Crew | 4:10  |
| 5.  | Star (Skit) (featuring Jamie Foxx – Produit par Jamie Foxx)                          | J. Foxx                                                               |                                                              | 0:38  |
| 6.  | Candi Bar (Produit par Khalil)                                                       | K. Murray, K. Abdul-Rahman, P. Austin                                 | Havana Candy de Patti Austin                                 | 3:45  |
| 7.  | Christina (Produit par Clark Kent)                                                   | K. Murray, R. Franklin, G. Alexander, D. Fekaris, N. Zessis, J. Baker | Mother Nature des Temptations                                | 4:24  |
| 8.  | Sucka Free (Skit) (featuring Jamie Foxx – Produit par Jamie Foxx)                    | J. Foxx                                                               |                                                              | 0:48  |
| 9.  | Sucka Free (Produit par Erick Sermon)                                                | K. Murray, E. Sermon                                                  |                                                              | 4:01  |
| 10. | Say Whaatt (featuring Redman – Produit par Jazze Pha)                                | K. Murray, R. Noble, P. Alexander                                     |                                                              | 4:00  |
| 11. | Da Ba Dunk Song (Produit par Poke & Tone)                                            | K. Murray, S. Barnes, J.C. Olivier                                    |                                                              | 3:00  |
| 12. | B.C. (Skit) (featuring Jamie Foxx – Produit par Jamie Foxx)                          | J. Foxx                                                               |                                                              | 0:52  |
| 13. | Swagger Back (Produit par Omen)                                                      | K. Murray, T. Rivelli, S. Brown                                       |                                                              | 3:16  |
| 14. | On Smash (featuring Busta Rhymes et Kel-Vicious – Produit par Erick Sermon)          | K. Murray, T. Smith, K. Brister, E. Sermon                            |                                                              | 4:24  |
| 15. | Say Goodnite (Skit) (Produit par Keith Murray)                                       | J. Foxx                                                               |                                                              | 0:58  |
| 16. | Say Goodnite (Produit par Erick Sermon et Pete Rock)                                 | K. Murray, E. Sermon, P. Phillips, D. Douglas, R. Walters, T. Curry   |                                                              | 4:15  |
| 17. | Child of the Streets (Man Child) (Produit par Erick Sermon et Keith Murray)          | K. Murray, E. Sermon, D. Camon, S. Dees                               | Child of the Streets de Sam Dees                             | 3:59  |